# Borsalino
Borsalino é uma importante fábrica italiana produtora de acessórios masculinos e, especialmente, chapéus.
A Borsalino produz, atualmente, perfumes, capacetes motociclísticos, bicicletas, ternos e gravatas, além dos tradicionais chapéus.

## Histórico
Em 1850, Giuseppe Borsalino, nascido em 1834 em Alexandria, que trabalhara em confecções de chapéu na cidade natal, transferiu-se para a França, considerado o centro de produção de moda, na época. Em 1856, ele obteve a licença para produzir chapéus, e voltou para Alexandria onde iniciou sua primeira produção. Em 1861 já atingira a marca de 120 chapéus/dia.

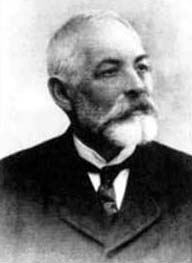
Giuseppe Borsalino, criador da marca.

Em 1900, já atingia a produção total de 750 mil chapéus, logo ampliada para dois milhões, em 1913. Em 1911, um dos descendentes de Giuseppe participou da produção de dirigíveis: o Usuelli-Borsalino. A família Borsalino continuaria a dirigir os negócios da fábrica até 1970, quando morreu o último descendente de Giuseppe a gerir os negócios, Teresio Usuelli, nascido a 5 de abril de 1914, e presidente desde 1939.
A segunda guerra mundial foi um duro golpe nos negócios da Borsalino. A 30 de abril de 1944 a fábrica foi bombardeada e, com o fim da guerra, procedeu-se ao lançamento de diversos modelos novos, enquanto no período 1890 - 1914 foram lançados apenas três ou quatro.
Em 1957 a empresa exportava mais de dois milhões de chapéus. No começo da década de 1990 a fábrica foi adquirida pela família industrial de Asti, Gallo e Monticoni.

## O chapéu borsalino

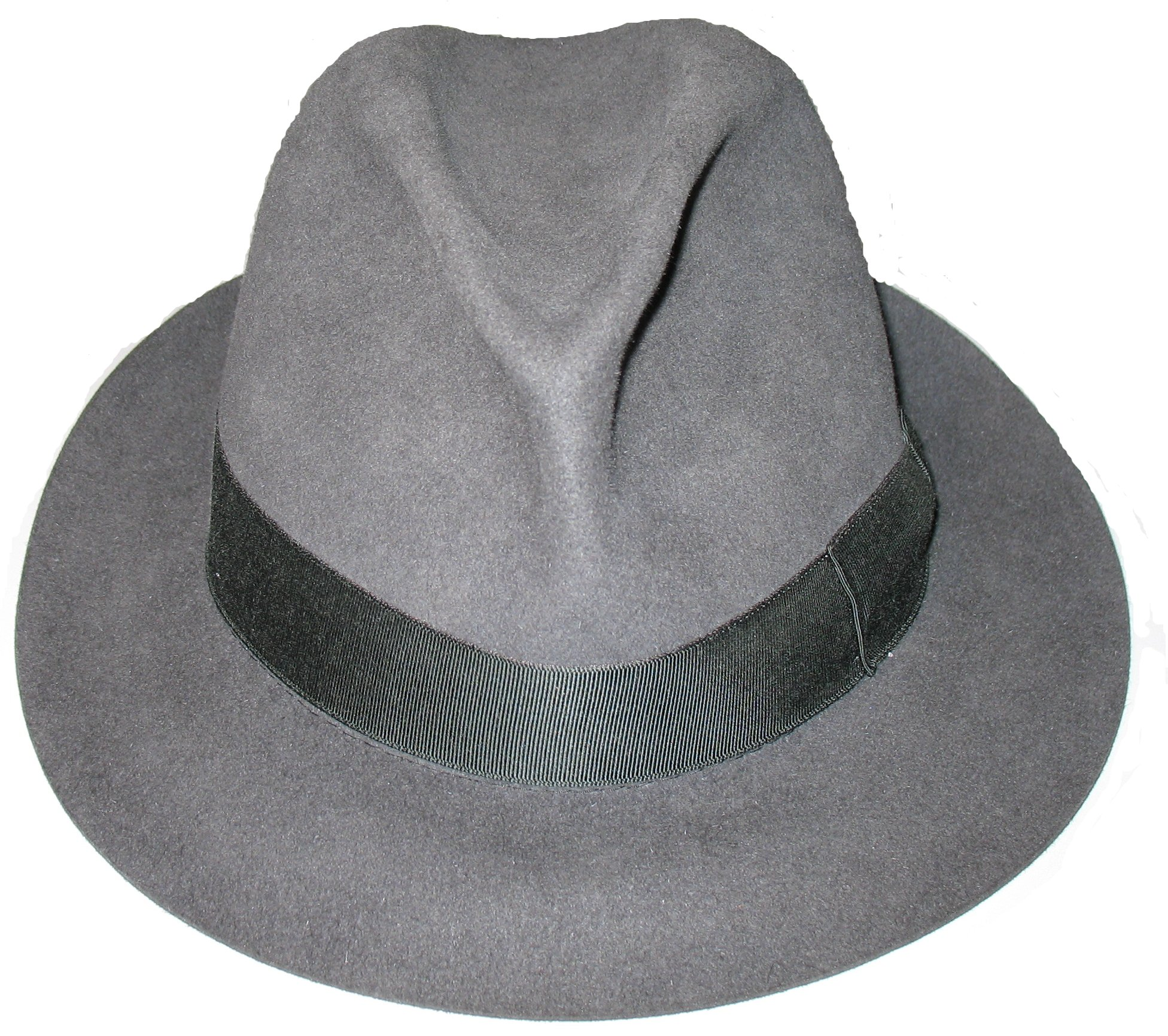
Chapéu Borsalino

A produção do chapéu borsalino teve início em 4 de abril de 1857. É um modelo de chapéu masculino de feltro e que foi muito usado nos anos 1960. Era tão famoso que o modelo fedora, em muitos lugares, recebe o nome da marca. Caracteriza-se pelas abas largas e por apresentar uma concavidade na copa, sendo que a aba é levemente virada para cima. O feltro utilizado na confecção do chapéu é especial, feito de pêlo de coelho ou de lebre.
Em 1910 a empresa já fabricava dois milhões de peças para toda a elite européia, virando um símbolo de status.

## O chapéu borsalino e o cinema
Objetivando a divulgação da marca, o modelo de chapéu mais conhecido fabricado pela Borsalino foi utilizado no cinema, em dois filme franceses chamados Borsalino (1970), com Jean-Paul Belmondo e Alain Delon, e Borsalino & Cia (1974), com Alain Delon, ambos dirigidos por Jacques Déray, e cuja ação se passa em Marselha em  1930 e 1934, respectivamente. Por esta razão, o chapéu borsalino passou a ser associado aos mafiosos e aos gângsteres.